# Organ pectinat

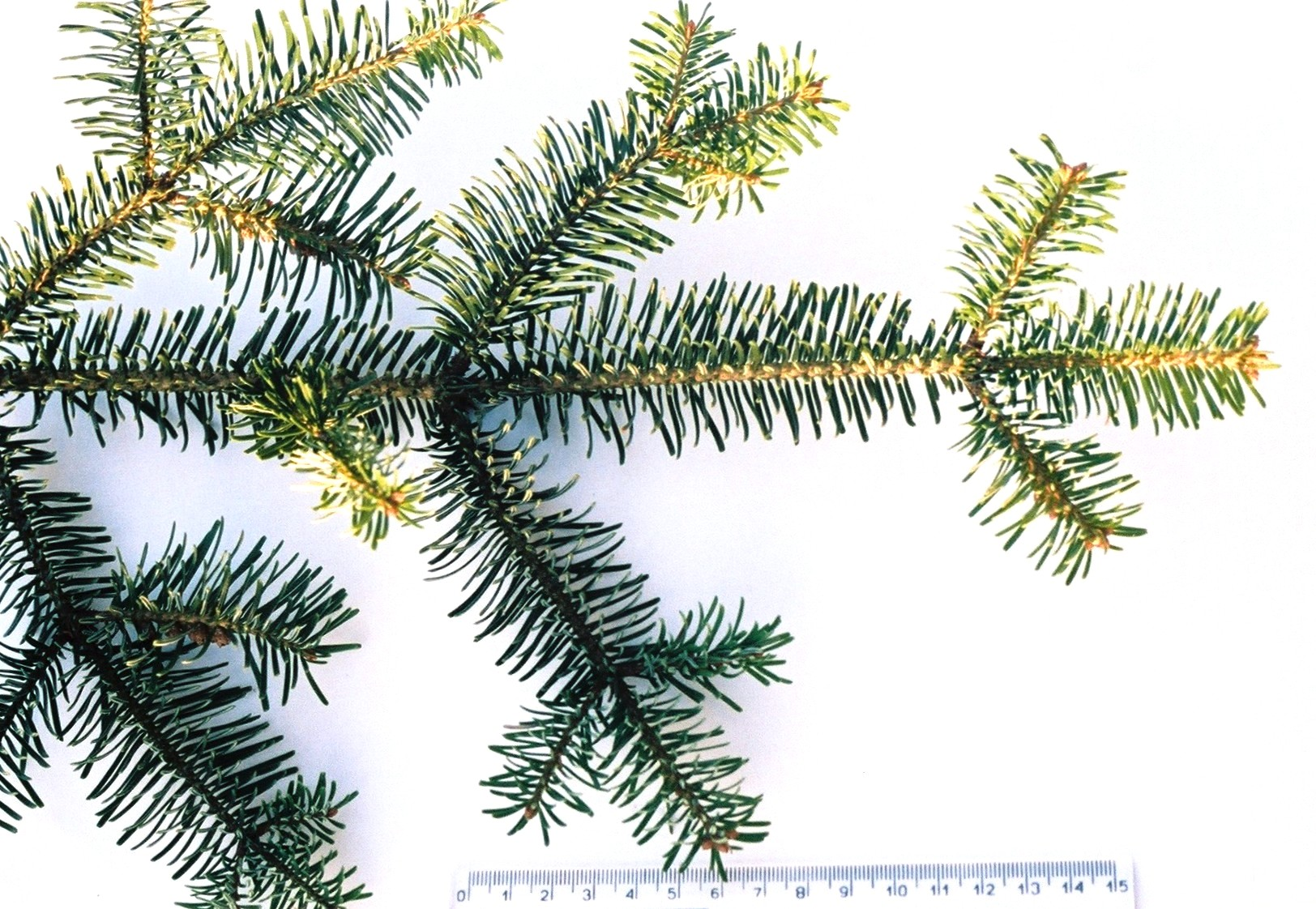
Ramura bradului european (Abies pectinata)

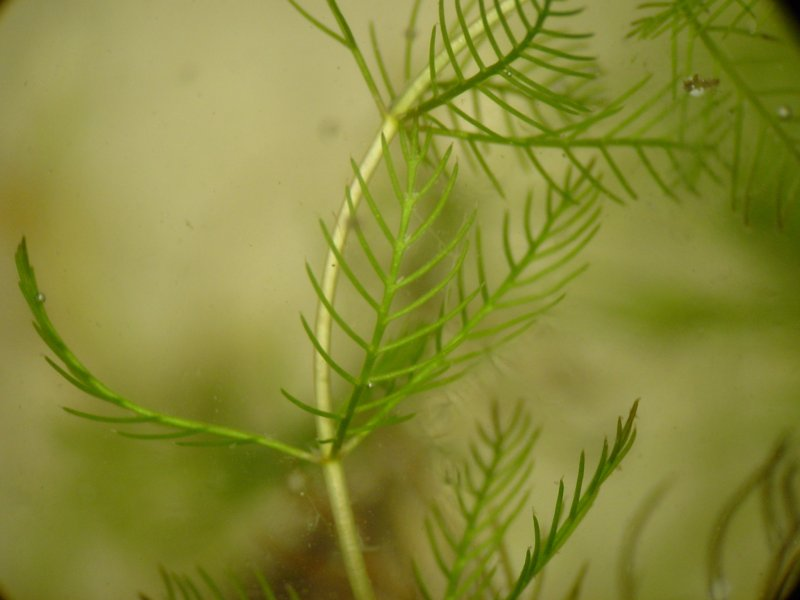
Ramura la peniţă (Myriophyllum spicatum)

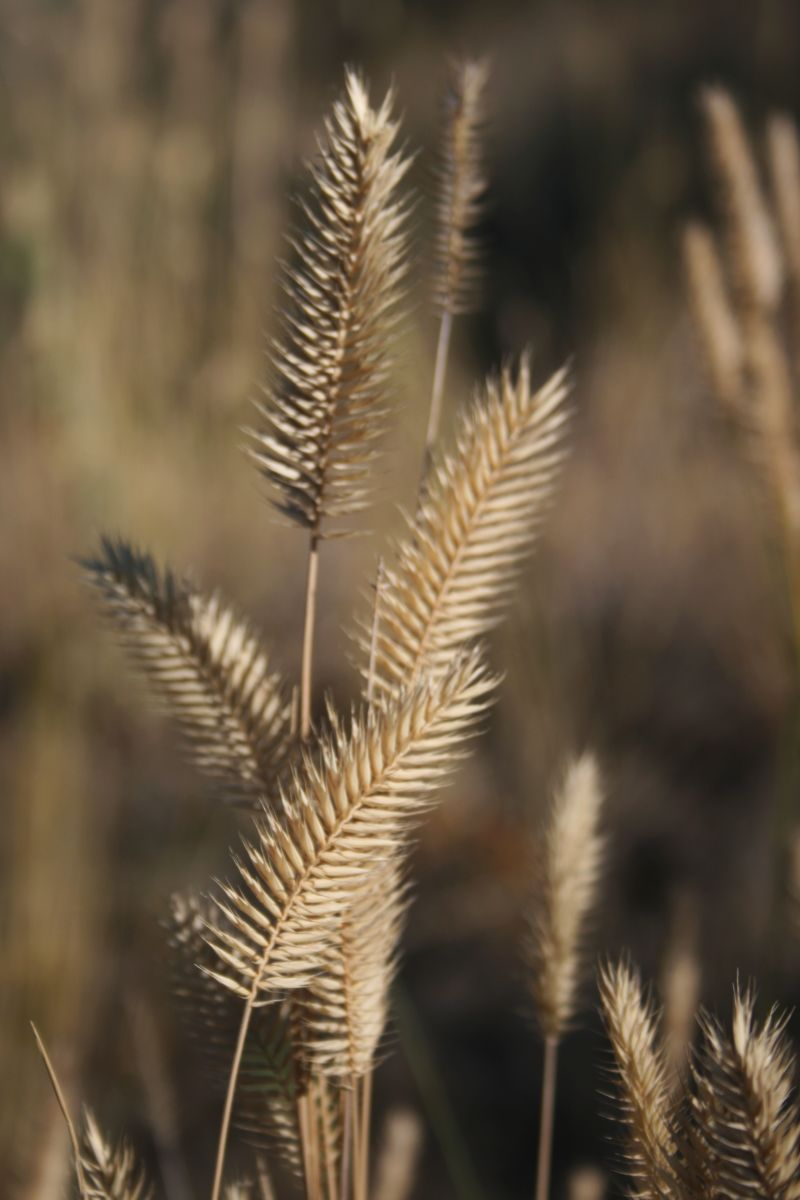
Spiculeţele la pirul crestat (Agropyron cristatum)

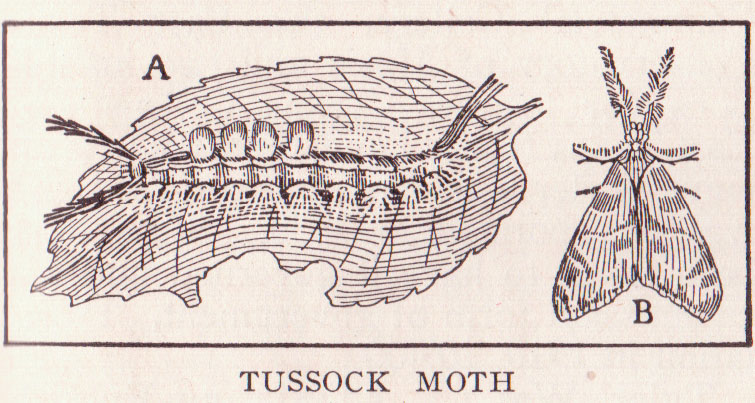
Antenele fluturilor Lymantriidae

Un organ pectinat (din latina pectinatus = pectinat; pecten = pieptene, creastă) este un organ vegetal sau animal cu segmente subțiri dispuse ca dinții unui pieptene,  aspect întâlnit în dispunerea frunzelor pe ramurile de la bradul european (Abies pectinata), broscariță (Potamogeton pectinatus), peniță (Myriophyllum spicatum, Myriophyllum verticillatum) sau spiculețele distanțate, pectinat-imbricate de la pirul crestat (Agropyron cristatum subspecia pectinatum). Antenele la unele insecte pot fi pectinate și bipectinate, cu aspect de pieptene, de ex. la masculii unor lepidoptere (Lymantriidae).